# Mikael Boman
Mikael Boman (født 14. juli 1988) er en svensk fodboldspiller, der spiller som en angriber for Randers FC .

## Privatliv
Inden han helt fokuserede på fodbold, spillede han også bordtennis for Tölö BTK. 

## Titler

### Klub
IFK Göteborg
- Svenska Cupen : 2014-15

### Individuel
- Division 3 Sydvästra Götaland Topscorer: 2007